# عمل عقاري
الأعمال العقارية هي مهنة شراء وبيع وإدارة أو تأجير العقارات (الأراضي والمباني أو المساكن).

## المبيعات والتسويق
من الشائع أن يقدم الوسيط دعمًا مخصصًا للمبيعات والتسويق لمالكي العقارات مقابل عمولة. في أمريكا الشمالية، يُشار إلى هذا الوسيط باسم وكيل عقاري أو سمسار عقارات أو ريالتور؛ بينما في المملكة المتحدة، يُشار إلى الوسيط باسم وكيل عقاري. في أستراليا، يُعرفون بوكلاء العقارات أو ممثلي العقارات أو ببساطة الوكلاء.
لقد أجريت دراسات مختلفة لاكتشاف المحددات لأسعار المساكن حتى اليوم، تحاول في الغالب فحص آثار الخصائص الهيكلية والموقعية والبيئية للمنازل.

## المعاملات
المعاملة العقارية هي العملية التي تنقل بموجبها الحقوق في وحدة من الممتلكات (أو العقار المحدد) بين طرفين أو أكثر، على سبيل المثال، في حالة النقل، يكون أحد الأطراف هو البائع والآخر هو المشتري. يمكن أن تكون هذه العملية معقدة بسبب تعقيد حقوق الملكية التي يمكن نقلها، والمبلغ المالي المتبادل، واللوائح الحكومية. كما تختلف الأعراف والمتطلبات بشكل كبير بين البلدان المختلفة في العالم وبين الكيانات القانونية الأصغر (التشريعات).
بعبارات أكثر تجريدًا، تسبب المعاملة العقارية، مثل المعاملات المالية الأخرى، تكاليف المعاملات. لمعرفة وتخفيض هذه التكاليف، تناولت منظمة التعاون والتنمية الاقتصادية (OECD) القضية من خلال دراسة كلفتها المفوضية الأوروبية ومن خلال إجراء بحث.
تناولت الأبحاث المذكورة "نمذجة معاملات الملكية" طرق وصف معاملات معينة بطريقة رسمية للسماح بالمقارنات عبر البلدان والتشريعات. أجري الوصف باستخدام تنسيق أبسط، وهو نموذج استخدام أساسي، وتطبيقات أكثر تقدمًا لـ لغة النمذجة الموحدة. تمت مقارنة نماذج العمليات من خلال منهجية قائمة على الأنطولوجيا، وتم تقدير تكاليف معاملات الملكية الوطنية لفنلندا والدنمارك بناءً على توجيهات نظام الحسابات الوطنية للأمم المتحدة.
تُوصف معاملات العقارات: التقسيم والنقل والرهن، كما تنفذ في الدول الاسكندنافية الخمس، بتفصيل معين. تتوفر ترجمة إلى الإنجليزية للجزء الدنماركي.